# Beekman Winthrop
Beekman Winthrop (ur. 1874, zm. 1940) – amerykański polityk, w latach 1904–1907 gubernator Portoryko, znajdującego się wówczas pod administracją kolonialną Stanów Zjednoczonych.

## Życiorys
Urodził się w 1874 roku.
Sprawował urząd gubernatora Portoryko od 4 lipca 1904, kiedy to zastąpił na stanowisku Williama Henry’ego Hunta, przez niespełna trzy lata, do 17 kwietnia 1907. Jego następcą został Regis Henri Post.
Zmarł w 1940 roku.